# 274302 Abaházi
274302 Abaházi è un asteroide della fascia principale. Scoperto nel 2008, presenta un'orbita caratterizzata da un semiasse maggiore pari a 3,1002900 UA e da un'eccentricità di 0,0907002, inclinata di 10,23777° rispetto all'eclittica.